# Papiro 10
Il Papiro 10 ({\displaystyle {\mathfrak {p}}}10) è uno dei più antichi manoscritti esistenti del Nuovo Testamento, datato paleograficamente agli inizi del IV secolo. È scritto in greco. È stato rinvenuto ad Ossirinco.

## Contenuto del papiro
{\displaystyle {\mathfrak {p}}}10 contiene una piccola parte della Lettera ai Romani (1:1-7), scritta una colonna per pagina.
È attualmente ospitato presso la Houghton Library (P. Oxy. 209; Inv. 2218) in Cambridge, Massachusetts.
Il testo del codice è rappresentativo del tipo testuale alessandrino. Kurt Aland lo ha collocato nella Categoria I.